# Cabazita-K
La cabazita-K és un mineral de la classe dels silicats, que pertany al grup de la cabazita-levyna. Rep el nom des de 1788 per Louis-Augustin Bosc d'Antic, del grec chabazios (to o melodia), una de les vint pedres esmentades en el poema Peri litos, que exaltaven les virtuts dels minerals. El poema s'atribueix a Orfeu, llegendari fundador de la secta òrfica, que va florir a Grècia en els primers segles.

## Característiques
La cabazita-K és un silicat de fórmula química (K₂,Ca,Na₂,Sr,Mg)₂[Al₂Si₄O₁₂]₂·12H₂O. Cristal·litza en el sistema trigonal. La seva duresa a l'escala de Mohs és 4.
Segons la classificació de Nickel-Strunz, la cabazita-K pertany a «02.GD: Tectosilicats amb H₂O zeolítica; cadenes de 6-enllaços – zeolites tabulars» juntament amb els següents minerals: gmelinita-Ca, gmelinita-K, gmelinita-Na, willhendersonita, cabazita-Ca, cabazita-Na, cabazita-Sr, cabazita-Mg, levyna-Ca, levyna-Na, bellbergita, erionita-Ca, erionita-K, erionita-Na, offretita, wenkita, faujasita-Ca, faujasita-Mg, faujasita-Na, maricopaïta, mordenita, dachiardita-Ca, dachiardita-Na, epistilbita, ferrierita-K, ferrierita-Mg, ferrierita-Na i bikitaïta.

## Formació i jaciments
Va ser descoberta a la localitat d'Ercolano, al mont Somma, dins el complex volcànic Somma-Vesuvi, a la ciutat metropolitana de Nàpols (Campània, Itàlia). També ha estat descrita en altres localitats italianes, així com a Alemanya, França, Espanya, Noruega, Àustria, la República Txeca, Rússia, Austràlia, els Estats Units, Veneçuela i l'Antàrtida.
Als territoris de parla catalana ha estat descrita únicament al volcà de la Crosa de Sant Dalmai, un volcà que es troba entre els municipis de Vilobí d'Onyar (Selva), Aiguaviva i Bescanó (Gironès), a Catalunya.